# Байар, Ипполит
Ипполи́т Байа́р реже Ипполи́т Байя́р (фр. Hippolyte Bayard); (20 января 1801 — 14 мая 1887) — французский фотограф, один из изобретателей фотографии. Разработал свой собственный прямопозитивный фотографический процесс, позволяющий получать фотоснимки на бумажном носителе, на который велась съёмка. Первая выставка работ, сделанных этим методом, состоялась 24 июня 1839 года, однако по утверждению автора работоспособный процесс он создал раньше, чем это удалось Луи Дагеру во Франции и Фоксу Тальботу в Великобритании. Технология была близка к методу калотипии 1841 года, но позволяла получать единственный экземпляр позитива.

## Фотопроцесс Байара
Байар разработал свою технологию во время, свободное от работы чиновником министерства финансов Франции. В качестве фотоматериала он использовал засвеченную хлоросеребряную фотобумагу, почерневшую поверхность которой покрывал йодистым калием. В процессе экспонирования в камере-обскуре в засвеченных местах восстанавливалось металлическое серебро, более светлое, чем чёрная бумага. Созданный таким образом снимок фиксировался в растворе гипосульфита и сушился.
Изображения, созданные при помощи процесса, были позитивными и существовали в единственном экземпляре. По сравнению с дагеротипом, резко отображавшим мельчайшие детали, снимки Байара были больше похожи на калотипы с грубой фактурой и бледными полутонами. Из-за низкой светочувствительности требовались очень длинные выдержки, измерявшиеся десятками минут. Поэтому метод был пригоден для съёмки неподвижных объектов, таких как архитектура. При съёмке людей им предлагалось закрыть глаза, в результате чего человек на снимке выглядел умершим.

## Автопортрет в виде утопленника
20 мая 1839 года Байар продемонстрировал секретарю Французской академии наук Франсуа Араго свои снимки, сделанные в марте того же года, с просьбой представить его работу научной общественности. Однако Араго, который был другом и сторонником Дагера, убедил Байара отложить презентацию. 14 июня права на дагеротипию были выкуплены правительством Франции, назначившим Дагеру и сыну Ньепса Исидору пожизненную пенсию. В результате Дагер получил официальный статус изобретателя фотографии, а открытия Байара остались практически неизвестными общественности. 24 февраля 1840 года он передал детали своего процесса Академии наук, а спустя два года Общество развития национальной промышленности выплатило ему премию в 3000 франков.

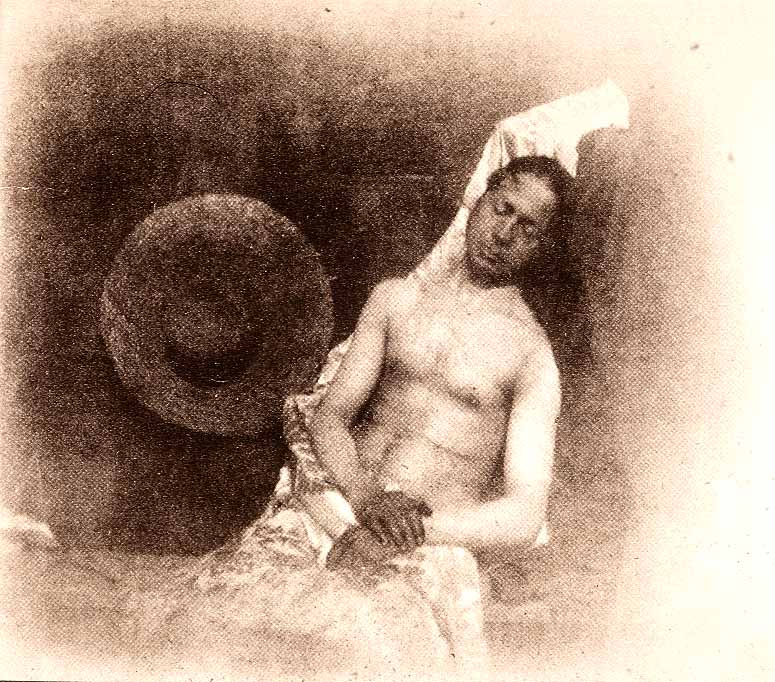
Автопортрет в виде утопленника. 1840 год

В качестве протеста против совершённой по отношению к нему несправедливости, Байар создал постановочный автопортрет в полуобнажённом виде, названный «Портрет в виде утопленника». Этим портретом он выразил свою готовность к самоубийству из-за непризнания его заслуг в создании светописи. На обороте снимка Байар сделал надпись:

Мёртвое тело, которое вы видите на обороте, принадлежит г. Байару, изобретателю метода, чудесные результаты которого вы только что видели или сейчас увидите. Насколько мне известно, этот искусный и неутомимый исследователь посвятил усовершенствованию своего изобретения почти три года. Академия, король и все те, кто видели его рисунки, которые он сам находил несовершенными, восхищались ими, как восхищаетесь сейчас вы. Это прославило его, но не принесло ему ни гроша. Правительство, щедро наградившее г. Дагера, заявило, что не может ничем помочь г. Байару, и несчастный утопился. О, непостоянство человеческой природы! Художники, учёные, газеты так долго уделяли ему внимание, а сегодня, когда он уже несколько дней выставлен в морге, никто его ещё не узнал и им не поинтересовался. Господа и дамы, перейдём к другим темам, дабы не пострадало ваше обоняние, ибо голова и руки этого господина, как вы можете заметить, начинают разлагаться
Оригинальный текст (фр.)Le cadavre du Monsieur que vous voyez ci-derrière est celui de M. Bayard, inventeur du procédé dont vous venez de voir ou dont vous allez voir les merveilleux résultats. À ma connaissance, il y a à peu près trois ans que cet ingénieux et infatigable chercheur s'occupait de perfectionner son invention.
L'Académie, le Roi et tous ceux qui ont vu ces dessins que lui trouvait imparfaits les ont admirés comme vous les admirez en ce moment. Cela lui fait beaucoup d'honneur et ne lui a pas valu un liard. Le gouvernement qui avait beaucoup trop donné à M. Daguerre a dit ne rien pouvoir faire pour M. Bayard et le malheureux s'est noyé. Oh ! instabilité des choses humaines ! Les artistes, les savants, les journaux se sont occupés de lui depuis longtemps et aujourd'hui qu'il y a plusieurs jours qu'il est exposé à la morgue personne ne l'a encore reconnu ni réclamé. Messieurs et Dames, passons à d'autres, de crainte que votre odorat ne soit affecté, car la figure du Monsieur et ses mains commencent à pourrir comme vous pouvez le remarquer.— 
Большинство исследователей высказывают сомнения в самостоятельности изобретения Байара, поскольку его первые снимки сделаны через 3 месяца после январского доклада Араго в Академии наук. Кроме того, некоторые сведения об изобретении дагеротипии были известны общественности уже в 1838 году.

## Дальнейшая карьера
Несмотря на свою неудачу в роли изобретателя, Байар продолжил деятельность активного фотографа. Он стал одним из соучредителей Французского фотографического общества (фр. Societe Francaise de Photographie). Байар также стал одним из первых фотографов, в 1851 году принявших участие в масштабном проекте документирования архитектурных и исторических ценностей в рамках «Гелиографической миссии» (фр. Missions Héliographiques) Комиссии исторических памятников. При этом он пользовался техникой, близкой к собственному изобретению на основе фотобумаги. Кроме того, именно ему принадлежит идея использовать комбинированную печать с двух негативов для впечатывания неба, получавшего при нормальной съёмке сильную передержку из-за неравномерной сенсибилизации фотоматериалов тех лет.